# Liprando
Liprando (... – Bergamo, 6 - 7 gennaio 1113) è stato un presbitero italiano di Milano, diventato famoso per una disputa con l'arcivescovo Grossolano, che lo portò a passare attraverso due pire infuocate per dimostrare l'accusa di simonia che aveva rivolto contro l'arcivescovo.

## Biografia
Secondo il cronista Arnolfo, Liprando era figlio di un prete, dettaglio importante in un periodo in cui Milano era piagata dalle lotte tra i patarini, che si opponevano al concubinaggio e ad altre pratiche del clero giudicate inadatte a uomini di religione, e coloro che difendevano le tradizioni della Chiesa milanese. Liprando divenne prete a sua volta, divenendo titolare della chiesa di San Paolo in Compito, oltre che membro del clero decumano della città, e probabilmente si unì al movimento patarino.
Il 5 aprile, giovedì santo, dell'anno 1075, il capo dei patarini Erlembaldo Cotta rifiutò per la seconda volta l'olio crismale consacrato da preti a suo dire simoniaci, e i canonici della cattedrale rifiutarono a loro volta di celebrare i riti in modo diverso dalla tradizione. Il giorno di Pasqua pertanto Liprando si offrì volontario e impose il crisma di Erlembaldo ai catecumeni, battezzandoli. Durante gli scontri che seguirono di lì a pochi giorni, nei quali i patarini vennero cacciati da Milano, Liprando fu catturato da uomini della fazione avversaria che gli tagliarono il naso e le orecchie, sfigurandolo per sempre. Fu accolto a Bergamo nel monastero di Astino dove morì forse il 6 gennaio, giorno dell'Epifania, e dove gli furono celebrate solenni esequie e dove fu sepolto.

## Nella cultura di massa
Nel 1965, Enzo Jannacci gli ha dedicato la canzone Prete Liprando e il giudizio di Dio, su testo di Dario Fo, pubblicata nell'album Enzo Jannacci in teatro.